# 1906 في كندا
فيما يلي قوائم الأحداث التي وقعت خلال عام 1906 في كندا.

## سياسة

### انتهاء فترة المنصب
- 15 مارس – ألفرد جونز نائب حاكم نوفا سكوشا [الإنجليزية]‏.

## مواليد

### أغسطس
- 29 أغسطس – جو سوير

## وفيات

### مارس
- 15 مارس – ألفرد جونز (مواليد 1824) سياسي كندي.